# Terre : Les Couleurs nocturnes
Terre : Les Couleurs nocturnes, ou La Nature au clair de Lune au Québec (Earth at Night in Color) est une émission de télévision documentaire américaine sur la nature, racontée par Tom Hiddleston. La première saison de la série fut mise en ligne le 4 décembre 2020 sur Apple TV+, et la seconde le 16 avril 2021.

## Synopsis
À l'aide de caméras spécialisées à faible luminosité, le programme révèle les comportements nocturnes des animaux aux quatre coins du monde. Chaque épisode suit une espèce dans son milieu naturel de nuit ou l'évolution d'un lieu/espace durant la nuit.

## Production
L'émission fut annoncée par Apple TV+ le 26 août 2020, en même temps que le reste des docu-séries pour fin 2020 comprenant également, Tiny World et Becoming You,.
La première saison fut publiée le 4 décembre 2020, tandis que la deuxième fut mise en ligne le 16 avril 2021 pour célébrer le Jour de la Terre 2021,,.

## Épisodes

### Saison 1 (2020)
1. Des lions dans la prairie (Lion Grasslands)
2. Des tarsiers dans la forêt (Tarsier Forest)
3. Des jaguars dans la jungle (Jaguar Jungle)
4. Les ours des bois (Bear Woodlands)
5. Villes sauvages (Wild Cities)
6. Des guépards dans la plaine (Cheetah Plains)

### Saison 2 (2021)
1. Des éléphants dans la plaine (Elephant Plains)
2. La montagne aux pumas (Puma Mountain)
3. La vallée des kangourous (Kangaroo Valley)
4. Le récif corallien (Coral Reef)
5. Les phoques de la côte (Seal Coast)
6. Un ours polaire en hiver (Polar Bear Winter)